# Rakkestad
Rakkestad är en tätort i Norge som utgör centralort i Rakkestads kommun i Østfold fylke. Rakkestad är en industriort vid Østfoldbanens östra linje, 26 km norr om Sarpsborg. Orten är ett viktigt handelscentrum och vägknut med förbindelser till Halden, Sarpsborg, Fredrikstad och Askim.